# Normalbasis einer endlichen Galoiserweiterung
Der Satz über die Existenz einer Normalbasis einer endlichen Galoiserweiterung {\displaystyle L/K} besagt, dass es eine Basis des {\displaystyle K}-Vektorraums {\displaystyle L} gibt, die sich als Bahn {\displaystyle G\cdot y} eines geeigneten Elementes {\displaystyle y\in L} unter der Operation der Galois-Gruppe {\displaystyle G:=G(L/K)} ergibt. Ein solches Element {\displaystyle y} heißt erzeugendes oder freies Element der Galois-Erweiterung {\displaystyle L/K}, seine Bahn eine Normalbasis von {\displaystyle L/K}.
Der Name rührt daher, dass (vor allem gemäß älterem, klassischem Sprachgebrauch) Galoiserweiterungen als „normal und separabel“ bezeichnet wurden. Gemäß dieser Konvention heißt also eine Erweiterung {\displaystyle L/K} normal, wenn {\displaystyle L} den Zerfällungskörper („Wurzelkörper“) eines jeden {\displaystyle y\in L} enthält und also das Minimalpolynom jedes {\displaystyle y\in L} über {\displaystyle L} in Linearfaktoren zerfällt, mit anderen Worten: Dank der Normalität liegen die über {\displaystyle K} Konjugierten eines jeden {\displaystyle y\in L} (das heißt die übrigen Nullstellen seines Minimalpolynoms) sämtlich in {\displaystyle L}, und {\displaystyle G(L/K)=G} operiert auf {\displaystyle L}, d. h., {\displaystyle L} ist ein {\displaystyle G}-Modul. Separable normale Körpererweiterungen sind Galoiserweiterungen, und eine Normalbasis der Galoiserweiterung {\displaystyle L/K} ist eine Basis des {\displaystyle K}-Vektorraums {\displaystyle L}, die als Bahn aus seiner {\displaystyle G}-Modul-Struktur hervorgeht.
In der Sprache der Darstellungstheorie endlicher Gruppen formuliert liefert der Satz von der Existenz einer Normalbasis die Erkenntnis, dass die natürliche Darstellung {\displaystyle G\to \operatorname {End} _{K}(L)}, die durch die Operation von {\displaystyle G} auf {\displaystyle L} gegeben ist, äquivalent (isomorph) zur regulären Darstellung von {\displaystyle G} ist, mit anderen Worten: {\displaystyle L} und {\displaystyle K[G]} sind als {\displaystyle K[G]}-Linksmoduln isomorph. So liefert Zyklizität von {\displaystyle K[G]} diejenige von {\displaystyle L}, also ein Element {\displaystyle y\in L}, dessen Bahn {\displaystyle Gy} eine {\displaystyle K}-Basis ist.
Für zyklische Erweiterungen erscheint dieser Satz als eine Anwendung der Klassifikation endlich erzeugter Torsionsmoduln über Hauptidealringen (Elementarteilersatz). Diese Betrachtungsweise ist also insbesondere für endliche Körper und zyklische Kummer-Erweiterungen fruchtbar. Zugleich wird deutlich, dass weitere Existenzsätze – nämlich der Satz von der Existenz einer Primitivwurzel modulo einer Primzahl und allgemeiner der Satz über die Zyklizität endlicher Untergruppen der multiplikativen Gruppe eines Körpers – demselben Argumentationsschema folgen: Im einen Fall geht es um den Nachweis, dass ein endlich erzeugter (sogar ein endlicher) Torsionsmodul über den ganzen Zahlen (nämlich eine endliche abelsche Gruppe) zyklisch ist, im anderen Falle um den Nachweis, dass ein endlich erzeugter Torsionsmodul über {\displaystyle K[X]} zyklisch ist. Kriterium für Zyklizität ist, dass Annullator und charakteristischer Divisor übereinstimmen.
Für unendliche Körper gab Emil Artin einen Beweis, der auf der Betrachtung der Determinante eines Matrizenpolynoms beruht: Setzt man für die Unbestimmte ein primitives Element der Galoiserweiterung ein, so geht die zugehörige Matrix über in die Permutationsmatrix, mit welcher die Inversion {\displaystyle \sigma \mapsto \sigma ^{-1}} die Elemente von {\displaystyle G} permutiert. Da das Polynom folglich nicht identisch verschwindet, muss es auch über dem unendlichen Grundkörper Stellen geben, an denen es nicht verschwindet, so dass die zugehörige Matrix regulär ist.
Für den Existenzbeweis im zyklischen Falle spielt der Unabhängigkeitssatz von Dedekind eine Schlüsselrolle, dessen Aussage deshalb im Rahmen der Vorüberlegungen zum Beweis für den zyklischen Fall spezifiziert wird. Zugleich vermag der Unabhängigkeitssatz für Elemente {\displaystyle y\in L} ein Matrixkriterium dafür zu liefern, wann ihre Bahnen {\displaystyle Gy} Normalbasen sind: Dies wird im darstellungstheoretischen Zusammenhang des Erweiterungskörpers beleuchtet und später im Existenzbeweis genutzt.
Es ist jedoch auch möglich, den Satz über die Existenz einer Normalbasis auf die Eindeutigkeitsaussage des Satzes von Krull-Remak-Schmidt zurückzuführen. Diese Beweisführung beruht ebenfalls auf dem Unabhängigkeitssatz von Dedekind und lässt die Mächtigkeit des Grundkörpers unberücksichtigt.
Mit Hilfe einer Normalbasis lässt sich der Zusammenhang zwischen Untergruppen der Galoisgruppe und den zugehörigen Fixkörpern – Zwischenkörpern der Galois-Erweiterung – leicht beschreiben. Im Zuge der Untersuchungen zur Lösbarkeit der allgemeinen Gleichung und der Kreisteilungskörper geschah dies schon in der klassischen algebraischen Zahlentheorie, wie im Zahlbericht David Hilberts (1897) nachzulesen ist: In diesen Zusammenhang gehören die Lagrangesche Resolvente und die Gaußschen Perioden, die den mathematischen Hintergrund bei der Konstruktion des regelmäßigen Siebzehnecks darstellen.
Die Existenz einer Normalbasis erlaubt für die Kryptographie auf elliptischen Kurven eine nützliche Anwendung, um den Rechenaufwand zu optimieren.

## Definition
Es sei {\displaystyle L/K} eine galoissche Körpererweiterung mit Galoisgruppe {\displaystyle G=G(L/K)} endlichen Grades {\displaystyle [L:K]=n=(G:1)}, und {\displaystyle B=\{y_{1},\dots ,y_{n}\}\subset L} bezeichne eine Basis von {\displaystyle L} (als Vektorraum) über {\displaystyle K}. Die Basis {\displaystyle B} heißt eine Normalbasis der Galois-Erweiterung {\displaystyle L/K}, wenn die Automorphismen {\displaystyle \sigma \in G} von {\displaystyle L} – als auf {\displaystyle B} eingeschränkte Abbildungen {\displaystyle \sigma {\big \vert }_{B}} – eine Operation auf {\displaystyle B} induzieren, das heißt, wenn sie Basiselemente permutieren. Gemäß Galoistheorie sind hierzu äquivalente Bedingungen:
- Für jedes {\displaystyle \sigma \in G} ist {\displaystyle \sigma (y_{1})\in B}.
- Für jedes {\displaystyle \sigma \in G} und jedes {\displaystyle y\in B} ist {\displaystyle \sigma (y)\in B}.
- Die Basis ist mit der Bahn {\displaystyle Gy} eines {\displaystyle y\in L} identisch: {\displaystyle Gy=B}.

Ein solches Element {\displaystyle y\in L} mit diesen Eigenschaft heißt Erzeuger oder erzeugendes Element einer Normalbasis oder freies Element der Galoiserweiterung {\displaystyle L/K}.
Für ein Element {\displaystyle y\in L} sind also äquivalent:
- Das Element {\displaystyle y} erzeugt eine Normalbasis von {\displaystyle L/K}.
- Die Bahn {\displaystyle Gy} ist eine Normalbasis.
- Die Bahn {\displaystyle Gy} enthält {\displaystyle n} Elemente und ist linear unabhängig über {\displaystyle K}.
- Die Bahn {\displaystyle Gy} spannt über {\displaystyle K} den Raum {\displaystyle L} auf.

## Zusammenhang mit dem Gruppenring über dem Grundkörper
Die Galois-Gruppe {\displaystyle G:=G(L/K)} einer Galois-Erweiterung {\displaystyle L/K} induziert auf {\displaystyle L} in naheliegender Weise zunächst die Struktur eines Links-Moduls über dem (nicht notwendig kommutativen) Gruppenring {\displaystyle K[G]}. In der Sprache der Darstellungstheorie lässt sich dasselbe so ausdrücken: Jede Galois-Erweiterung {\displaystyle L/K} induziert eine Darstellung der Galoisgruppe {\displaystyle \rho \colon G(L/K)\to \operatorname {End} _{K}(L),\,\sigma \mapsto \sigma }, indem Automorphismen aus {\displaystyle G=G(L/K)} als Endomorphismen auf dem {\displaystyle K}-Vektorraum {\displaystyle L} aufgefasst werden.
Dabei sind äquivalent:
1. Es gibt einen Isomorphismus von Links-Moduln über dem Gruppenring {\displaystyle K[G]} zwischen dem Erweiterungskörper {\displaystyle L} und der Gruppenalgebra {\displaystyle K[G]}: {\displaystyle L\cong K[G]\,.}
2. Der Erweiterungskörper {\displaystyle L} ist als {\displaystyle K[G]}-Links-Modul zyklisch, d. h.:, es gibt ein {\displaystyle y\in L} mit {\displaystyle L=K[G]\cdot y\,.}
3. Die Erweiterung {\displaystyle L/K} besitzt eine Normalbasis.

Ist nämlich {\displaystyle \iota \colon K[G]\rightarrow L} ein solcher Isomorphismus, so setze {\displaystyle y:=\iota (1\cdot \operatorname {id} )}. Dann ist {\displaystyle L=\iota (K[G])=\iota \left(K[G]\cdot (1\cdot \operatorname {id} )\right)=K[G]\cdot y}.
Dabei operiert die Galoisgruppe auf {\displaystyle L} als reguläre Darstellung.
{\displaystyle {\begin{array}{lcl}K[G]&{\stackrel {\sim }{\longrightarrow }}&L=\sum _{\sigma \in G}K\cdot \sigma {y}\\\sum _{\sigma }x_{\sigma }\cdot \sigma &\mapsto &\sum _{\sigma }x_{\sigma }\cdot \sigma (y)\end{array}}}
Jeder Isomorphismus {\displaystyle K[G]{\stackrel {\sim }{\rightarrow }}L} von {\displaystyle K[G]}-Links-Moduln vermittelt also eine Normalbasis von {\displaystyle L/K} – und umgekehrt. Denn es gilt folgender
Satz (Matrixkriterium für Erzeuger einer Normalbasis): Es sei {\displaystyle L/K} eine Galois-Erweiterung mit der Galoisgruppe {\displaystyle G=G(L/K)}. Dann sind für ein {\displaystyle y\in L} äquivalent:
- Das Element {\displaystyle y\in L} erzeugt eine Normalbasis für {\displaystyle L/K}.
- Die Bahn {\displaystyle Gy} ist eine Normalbasis von {\displaystyle L/K}.
- {\displaystyle K[G]\cdot y=L}.
- Die (eindeutige) Fortsetzung der Substitution {\displaystyle 1\cdot \operatorname {id_{L}} \mapsto y} zu einer {\displaystyle K[G]}-linkslinearen Abbildung {\displaystyle \iota \colon K[G]\to L} von Linksmoduln über {\displaystyle K[G]} ist surjektiv und also ein Isomorphismus von {\displaystyle K[G]}-Linksmoduln. (Denn eine solche Fortsetzung ist zugleich ein Homomorphismus {\displaystyle K[G]\to L} von Vektorräumen derselben endlichen Dimension über {\displaystyle K}.)
- Die Matrix {\displaystyle \left[\sigma \tau (y)\right]_{\tau \in G}^{\sigma \in G}} ist regulär.

Begründung für das Matrix-Kriterium: Der Umstand, dass ein Vektorraum-Homomorphismus durch seine Werte auf einer Basis eindeutig festgelegt ist, liefert zusammen mit dem Unabhängigkeitssatz von Dedekind die Erkenntnis, dass für eine Basis {\displaystyle \left(\tau (y)\right)_{\tau \in G}} von {\displaystyle L/K} und Koeffizienten {\displaystyle \lambda _{\sigma }\in L} die Implikation gilt:
{\displaystyle \forall \tau \in G\colon \sum _{\sigma \in G}\lambda _{\sigma }\cdot \sigma \tau (y)=\left(\sum _{\sigma \in G}\lambda _{\sigma }\cdot \sigma \right)(\tau (y))=0\in L\Leftrightarrow \sum _{\sigma \in G}\lambda _{\sigma }\cdot \sigma =0\in \operatorname {End} _{K}(L)\Rightarrow \forall \sigma \in G\colon \lambda _{\sigma }=0}.
Diese Implikation bedeutet aber, dass für eine Normalbasis {\displaystyle Gy} die angegebene Matrix regulär ist. Ist umgekehrt diese Matrix für ein {\displaystyle y\in L} regulär, so liefert der Ansatz {\displaystyle 0=\sum _{\tau \in G}\kappa _{\tau }\cdot \tau (y)} mit Koeffizienten {\displaystyle \kappa _{\tau }\in K=L^{G}} für jedes {\displaystyle \sigma \in G} die Gleichung {\displaystyle 0=\sum _{\tau \in G}\kappa _{\tau }\cdot \sigma (\tau (y))}, also ein lineares Gleichungssystem mit {\displaystyle (G:1)} Gleichungen und Unbekannten, zu welcher die reguläre Matrix {\displaystyle \left[\sigma \tau (y)\right]_{\tau \in G}^{\sigma \in G}} gehört, so dass {\displaystyle \kappa _{\tau }=0} für jedes {\displaystyle \tau \in G} folgt. Also impliziert die Regularität der Matrix die lineare Unabhängigkeit der Bahn {\displaystyle Gy}.
Demzufolge ist eine Normalbasis gefunden, sobald ein {\displaystyle y\in L} gefunden ist, für welches die Matrix {\displaystyle \left[\sigma \tau (y)\right]_{\tau \in G}^{\sigma \in G}} regulär ist. Genau dies ist die Idee des Beweises für den Fall eines unendlichen Grundkörpers.
Notabene: Dass {\displaystyle L} und {\displaystyle K[G]} als Linksmoduln über dem Gruppenring {\displaystyle K[G]} isomorph sind, bedeutet nicht, dass sie auch als Algebren über {\displaystyle K} isomorph sind. Ein offensichtliches Gegenbeispiel liefert jede nicht-abelsche Galoiserweiterung.
Anmerkung 1: Dass {\displaystyle L} als Modul über {\displaystyle L[G]} zyklisch ist, ist trivial. Bemerkenswert ist die Zyklizität über {\displaystyle K[G]}.
Anmerkung 2: Der Unabhängigkeitssatz von Dedekind besagt für eine endliche Körpererweiterung {\displaystyle L/K}, dass der Gruppenring {\displaystyle L[G]} als {\displaystyle L}-Unterraum von {\displaystyle \operatorname {End} _{K}(L)} ({\displaystyle L} als Vektorraum über {\displaystyle K} betrachtet) die Dimension {\displaystyle \dim _{L}L[G]=(G:1)} hat, so dass insgesamt folgt: {\displaystyle (G:1)=\dim _{L}L[G]\leq \dim _{L}\operatorname {End} _{K}(L)=[L:K]}. Äquivalent sind also:
- {\displaystyle L/K} ist galoissch.
- {\displaystyle (G:1)=[L:K]}.
- {\displaystyle L[G]\cong \operatorname {End} _{K}(L)} als {\displaystyle L}-Vektorräume.
- {\displaystyle K[G]\cong L} als {\displaystyle K}-Vektorräume.

Anmerkung 3: Für eine endliche Körpererweiterung {\displaystyle L/K} und die Gruppe der relativen Automorphismen {\displaystyle G:=G(L/K)} gilt, wenn {\displaystyle L^{\text{dual}}} den Dualraum des {\displaystyle K}-Vektorraums {\displaystyle L} bezeichnet, allgemeine Aussagen über die Isomorphie von Tensorprodukträumen:
1. {\displaystyle L\otimes _{K}L^{\text{dual}}\cong \operatorname {End} _{K}(L)} einerseits und
2. {\displaystyle L\otimes _{K}K[G]\cong L[G]} andererseits.

Auch dies zeigt die obigen beiden Kriterien dafür, dass {\displaystyle L/K} eine Galois-Erweiterung ist. Doch lässt sich aus der Vektorraum-Isomorphie {\displaystyle L\cong K[G]} nicht ohne Weiteres die Isomorphie als Links-Moduln über dem Gruppenring {\displaystyle K[G]} folgern.
Der Satz von der Existenz einer Normalbasis aber behauptet demnach, dass eben diese Folgerung doch zutreffend ist: Es sei {\displaystyle L/K} eine endliche Körpererweiterung mit relativer Automorphismengruppe {\displaystyle G:=G(L/K)=\operatorname {Aut} (L/K)=\{\sigma \in \operatorname {Aut} (L)\;{\big \vert }\;\sigma |_{K}=\operatorname {id} _{K}\}}. Dann gilt:
{\displaystyle L\cong K[G]} als {\displaystyle K}-Vektorräume {\displaystyle \quad \Rightarrow \quad L\cong K[G]} als {\displaystyle K[G]}-Linksmoduln.
Der Beweis ist jedoch zu erbringen.
Anmerkung 4:
Da die umgekehrte Implikation trivial ist, liefert der Satz von der Existenz einer Normalbasis also bei gleichen Voraussetzungen die Äquivalenz der folgenden Aussagen:
- {\displaystyle L/K} ist endliche Galois-Erweiterung.
- {\displaystyle (G:1)=[L:K]<\infty }.
- {\displaystyle L[G]\cong \operatorname {End} _{K}(L)} als endlichdimensionale {\displaystyle L}-Vektorräume.
- {\displaystyle K[G]\cong L} als endlichdimensionale {\displaystyle K}-Vektorräume.
- {\displaystyle K[G]\cong L} als {\displaystyle K[G]}-Linksmoduln.

Anmerkung 5: Dabei sind für jedes {\displaystyle \sigma \in G} äquivalent:
- {\displaystyle L/K} ist zyklische Galois-Erweiterung mit {\displaystyle G=\langle \sigma \rangle } und {\displaystyle \operatorname {ord} \sigma <\infty }.
- {\displaystyle K[\sigma ]\cong L} als {\displaystyle K}-Vektorräume endlicher Dimension.
- {\displaystyle L[\sigma ]\cong \operatorname {End} _{K}(L)} als {\displaystyle L}-Vektorräume endlicher Dimension.
- {\displaystyle \operatorname {ord} \sigma =[L:K]=\dim _{K}K[\sigma ]=\dim _{L}L[\sigma ]<\infty }
- Minimalpolynom und charakteristisches Polynom von {\displaystyle \sigma \in G\subset \operatorname {End} _{K}(L)} haben gleichen Grad, d. h., sind (als normierte Polynome) gleich.
- {\displaystyle K[\sigma ]\cong L} als {\displaystyle K[\sigma ]}-Linksmoduln und {\displaystyle [L:K]<\infty }.

Die Aussage über das Minimalpolynom ist der springende Punkt beim Beweis des Satzes über die Existenz einer Normalbasis für den zyklischen Fall, wie dort genauer erläutert wird.

## Folgerungen bei Existenz einer Normalbasis
Angenommen, die Galois-Erweiterung {\displaystyle L/K} mit Galoisgruppe {\displaystyle G=G(L/K)} besitze eine Normalbasis in Gestalt der Bahn {\displaystyle Gy} von {\displaystyle y\in L}.
- Dann besitzt {\displaystyle L} auch über jedem Zwischenkörper {\displaystyle Z,\,K\subset Z\subset L} eine Normalbasis, und diese ergibt sich aus den Nebenklassen der zum Zwischenkörper gehörigen Untergruppe: Denn ist {\displaystyle U:=G(L/Z)} die zum Zwischenkörper gehörige Untergruppe, dann ist nach Galois-Theorie {\displaystyle Z=L^{U}} der Fixkörper unter den Automorphismen der Untergruppe {\displaystyle U<G}, das heißt: Die Automorphismen {\displaystyle \tau \in U} werden die Koordinaten der Elemente {\displaystyle \zeta \in Z} bezüglich der Normalbasis von {\displaystyle L/K} nicht verändern. Das bedeutet jedoch, dass die Koordinaten {\displaystyle z_{\sigma }\in K} solcher {\displaystyle \sum _{\sigma }z_{\sigma }\sigma (y)=\zeta \in Z} innerhalb jeder Rechtsnebenklasse {\displaystyle U\sigma } übereinstimmen müssen, denn sie werden innerhalb dieser Rechtsnebenklassen permutiert, das heißt: {\displaystyle \tau ,\tau '\in U\sigma \Leftrightarrow \tau ^{-1}\tau '\in U\Rightarrow z_{\tau }=z_{\tau '}} für jedes {\displaystyle \sigma \in G}. Also bilden die Summen {\displaystyle \sum _{\tau \in U\sigma }\tau (y)=:[U\sigma ]*(y)} eine Basis der Teilerweiterung {\displaystyle Z/K}, wobei diese Summe über jeder der {\displaystyle (G:U)} disjunkten Rechtsnebenklassen {\displaystyle U\sigma } von {\displaystyle U} in {\displaystyle G} zu bilden ist. Bezeichnet also {\displaystyle U\backslash G:=\{{\overline {\sigma }}:=U\sigma \;|\;\sigma \in G\}} die Menge dieser disjunkten Rechtsnebenklassen, so ist {\displaystyle Z=\bigoplus _{{\overline {\sigma }}\in U\backslash G}K\left(\underbrace {\sum _{\tau \in {\overline {\sigma }}}\tau (y)} _{=[{\overline {\sigma }}]*y}\right)}. Beachte: Dies ist keine Normalbasis, denn dies würde zumindest erfordern, dass {\displaystyle Z/K} galoissch oder, was dasselbe bedeutet, dass {\displaystyle U\triangleleft G} Normalteiler ist.[2]
- Ist dabei {\displaystyle U} sogar Normalteiler (also {\displaystyle Z/K} Galois-Erweiterung mit zu {\displaystyle G/U} isomorpher Galoisgruppe), so ist {\displaystyle U\sigma =\sigma U} und der Zwischenkörper ist die Summe {\displaystyle L^{U}=Z=\sum _{\sigma \in G/U}K\cdot \sigma (\underbrace {\sum _{\tau \in U}\tau (y)} _{:=U*y})=\sum _{\sigma \in G/U}K\cdot \sigma (U*y)}. Daher ist die Spur {\displaystyle \operatorname {Spur} _{U}y=\sum _{\tau \in U}\tau (y)=U*y\in Z} ein Erzeuger einer Normalbasis für {\displaystyle Z/K}.[Anm 4]
- Spezialfall Kreisteilungskörper und abelsche Zahlkörper: Für Kreisteilungskörper {\displaystyle \mathbb {Q} [\zeta _{n}]}, die Zerfällungskörper des {\displaystyle n}-ten Kreisteilungspolynoms über {\displaystyle \mathbb {Q} }, stellt die Menge der primitiven {\displaystyle n}-ten Einheitswurzeln {\displaystyle \mu _{n}^{*}:=\{\zeta _{n}^{i}\,|\,1\leq i\leq n-1,\,(i,n)=1\}} eine Normalbasis dar, da sie sämtlich untereinander konjugiert sind, d. h., unter der Operation der Galois-Gruppe {\displaystyle G:=G(\mathbb {Q} [\zeta _{n}]/\mathbb {Q} )} bilden sie eine Bahn: {\displaystyle G\zeta _{n}=\mu _{n}^{*}}. Tatsächlich ist operiert die Galoisgruppe scharf transitiv auf ihnen, besteht daher genau aus den Substitutionen der primitiven Einheitswurzeln durcheinander und ist somit isomorph zu {\displaystyle \mathbb {Z} /(n)^{*}} von der Ordnung {\displaystyle \varphi (n)}. Nach dem Satz von Kronecker/Weber liegt jede abelsche Körpererweiterung {\displaystyle L/\mathbb {Q} } (also jeder absolut abelsche Zahlkörper) in einem geeignet gewählten Kreisteilungskörper: {\displaystyle \mathbb {Q} [\zeta _{n}]/L}, sobald {\displaystyle n} geeignet gewählt ist.[Anm 5] Für die Fixgruppe {\displaystyle U:=G(\mathbb {Q} [\zeta _{n}]/L)<G} ist dann {\displaystyle G(L/\mathbb {Q} )=G/U} und {\displaystyle \left[\mathbb {Q} [\zeta _{n}]:\mathbb {Q} \right]=\varphi (n)=ef} mit {\displaystyle [L:\mathbb {Q} ]=e} und {\displaystyle (U:1)=f}. Für eine abelsche Körperweiterung {\displaystyle L/\mathbb {Q} } lässt sich also, wie oben beschrieben, aus den {\displaystyle n}-ten primitiven Einheitswurzeln (als einer Normalbasis von {\displaystyle \mathbb {Q} [\zeta _{n}]/\mathbb {Q} }) eine Normalbasis von {\displaystyle L/K} konstruieren: Mit jeder der {\displaystyle e} Nebenklassen {\displaystyle \sigma U\in G/U)} geht eine {\displaystyle f}-gliedrige Gaußsche Periode einher, nämlich {\displaystyle [\sigma U]*\zeta _{n}:=\sum _{\tau \in \sigma U}\tau (\zeta _{n})}. David Hilbert nennt die aus den {\displaystyle f} Gaußschen Perioden bestehende Normalbasis eine Lagrangesche Normalbasis, denn mit ihr in engem Zusammenhang steht die Lagrangesche Resolvente oder Lagrangesche Wurzelzahl: David Hilbert: Zahlentheorie Kapitel 7.24, § 110.

Im Folgenden werden jedoch die allgemeinen Beweise für die Existenz einer Normalbasis skizziert.

## Satz über die Existenz einer Normalbasis für Galois-Erweiterungen
Ein galoisscher Erweiterungskörper endlichen Grades über seinem Grundkörper besitzt eine Normalbasis.
Äquivalent formuliert: Für eine endliche Körpererweiterung {\displaystyle L/K} mit relativer Automorphismengruppe {\displaystyle G=\operatorname {Aut} (L/K):=\{\sigma \in \operatorname {Aut} (L)\;{\big \vert }\;\sigma |_{K}=\operatorname {id} _{K}\}} und den zugehörigen Gruppenring {\displaystyle K[G]} gilt:
Wenn es einen Isomorphismus {\displaystyle K[G]\to L} von Vektorräumen über {\displaystyle K} gibt, so gibt es auch einen Isomorphismus {\displaystyle K[G]\to L} von Linksmoduln über dem Gruppenring {\displaystyle K[G]}; mit anderen Worten: Gilt {\displaystyle (G:1)=[L:K]}, so ist der Erweiterungskörper {\displaystyle L} als {\displaystyle K[G]}-Linksmodul zyklisch.

## Beweis der Existenz
Bemerkenswerterweise kann der Beweis für einen endlichen Grundkörper auf gänzlich andere Weise geführt werden als für einen unendlichen Grundkörper {\displaystyle K}: Im Falle eines endlichen Grundkörpers {\displaystyle K} ist die Galois-Erweiterung {\displaystyle L/K} gemäß Galois-Theorie zyklisch. Zum Beweis der Existenz einer Normalbasis ist diese Eigenschaft bereits hinreichend, und durch sie wird der Satz über Existenz einer Normalbasis eine bloße Folgerung aus der Elementarteilertheorie für Hauptidealringe, d. h., aus dem Strukturhauptsatz für Moduln über Hauptidealringen. Diese Beweisführung ist also bei endlichem Grundkörper und bei Kummerschen Erweiterungen anwendbar.
Der Beweis im nicht-zyklischen Falle gelingt – nach einer Idee von Emil Artin – mit Mitteln der Linearen Algebra, indem die Unendlichkeit des Grundkörpers explizit herangezogen wird.
Schließlich gibt es auch einen Beweis unter Verwendung des Satzes von Krull-Remak-Schmidt, welcher von Max Deurings Ideen inspiriert ist und die Mächtigkeit des Grundkörpers ignoriert. Auch dieser Beweis stützt sich wesentlich auf den Unabhängigkeitssatz von Dedekind. Der Struktursatz von Krull-Remak-Schmidt gestattet, unmittelbar auf die Isomorphie {\displaystyle L\simeq K[G]} als {\displaystyle K[G]}-Links-Moduln zu schließen.
Alle drei Beweise werden im Folgenden wiedergegeben, beginnend mit dem zuletzt erwähnten.

### Allgemeiner Beweis mit Hilfe des Satzes von Krull-Remak-Schmidt
Für diesen Beweis spielt die Mächtigkeit Grundkörpers {\displaystyle K} keine Rolle. Er ist von Max Deurings Beweis inspiriert und beruht auf der Grundidee, den {\displaystyle K[G]}-Linksmodul {\displaystyle \operatorname {End} _{K}(L)} der Endomorphismen des {\displaystyle K}-Vektorraums {\displaystyle L} auf zwei Arten zu zerlegen und auf diese Zerlegungen die Eindeutigkeitsaussage des Satzes von Krull-Remak-Schmidt anzuwenden.
Vorüberlegungen: Es sei also {\displaystyle L/K} eine Galoiserweiterung vom Grade {\displaystyle [L:K]=n} mit Galoisgruppe {\displaystyle G:=G(L/K)}.
Der {\displaystyle K}-Vektorraum {\displaystyle \operatorname {End} _{K}(L)} der Endomorphismen auf dem {\displaystyle K}-Vektorraum {\displaystyle L} ist mit der Komposition „{\displaystyle \circ }“ zugleich eine {\displaystyle K}-Algebra. Also induziert sie für jede Untergruppe {\displaystyle U} ihrer Einheitengruppe {\displaystyle \operatorname {End} _{K}(L)^{*}=\operatorname {Aut} _{K}(L)} eine Operation von {\displaystyle U} auf {\displaystyle \operatorname {End} _{K}(L)} von links durch Nachschalten und von rechts durch Vorschalten der Elemente von {\displaystyle U}: Das bedeutet, dass {\displaystyle \operatorname {End} _{K}(L)} zu einem {\displaystyle K[U]}-Bimodul wird, insbesondere für die Untergruppe {\displaystyle U=\operatorname {Aut} (L/K)=G}:
{\displaystyle G\times \operatorname {End} _{K}(L)\to \operatorname {End} _{K}(L),\,(\sigma ,f)\longmapsto \sigma \circ f}
{\displaystyle \operatorname {End} _{K}(L)\times G\to \operatorname {End} _{K}(L),\,(f,\tau )\longmapsto f\circ \tau }
mit {\displaystyle (\sigma \circ f)\circ \tau =\sigma \circ (f\circ \tau )=:\sigma \circ f\circ \tau }.
Der Satz betrifft die Links-Modulstruktur über {\displaystyle K[G]}, daher wird diese im Beweis von Interesse sein.
Jedes Element {\displaystyle y\in L} liefert durch Multiplikation {\displaystyle \mu _{y}\colon L\to L,\,l\mapsto y\cdot l} einen Endomorphismus {\displaystyle \mu _{y}\in \operatorname {End} _{K}(L)} und mithin eine Einbettung {\displaystyle \mu \colon L\hookrightarrow \operatorname {End} _{K}(L)} von {\displaystyle K}-Algebren.
Für {\displaystyle y\in L,f\in \operatorname {End} _{K}(L)} bedeute mit dieser Identifikation {\displaystyle y\circ f:=\mu _{y}\circ f} und {\displaystyle f\circ y:=f\circ \mu _{y}}. Insbesondere für jedes {\displaystyle f=\sigma \in G} gilt damit {\displaystyle \sigma \circ y=\sigma \circ \mu _{y}=\sigma (y)\cdot \sigma =\mu _{\sigma (y)}\circ \sigma =\sigma (y)\circ \sigma \in \operatorname {End} _{K}(L)}, und wegen {\displaystyle \sigma (L)=L} folglich {\displaystyle \sigma \circ L=L\cdot \sigma =L\circ \sigma \subset \operatorname {End} _{K}(L)}.
Zum Beweis: Es sei nun {\displaystyle (y_{1},\dots ,y_{n})} eine Basis des {\displaystyle K}-Vektorraums {\displaystyle L=\bigoplus _{i=1}^{n}K\cdot y_{i}} und {\displaystyle (\eta _{1},\dots ,\eta _{n})} eine Basis des Dualraumes {\displaystyle L^{\text{dual}}:=\operatorname {Hom} _{K}(L,K)=\bigoplus _{j=1}^{n}\eta _{j}\cdot K}. Auf der linken Seite dieses Dualraums, aufgefasst als {\displaystyle K}-Unterraum von {\displaystyle \operatorname {End} _{K}(L)}, operiert die Galoisgruppe wegen {\displaystyle L^{G}=K} trivial: {\displaystyle \sigma \circ \eta =\eta }.
Die Zerlegung {\displaystyle \operatorname {End} _{K}(L)=\bigoplus _{j=1}^{n}\eta _{j}\cdot L} besteht daher sowohl in der Kategorie der {\displaystyle L}-Vektorräume als auch in der Kategorie der {\displaystyle K[G]}-Linksmoduln.
Daraus folgt ferner {\displaystyle \dim _{L}\operatorname {End} _{K}(L)=n}, was freilich ohnehin klar ist, da {\displaystyle n^{2}=\dim _{K}\operatorname {End} _{K}(L)=[L:K]\cdot \dim _{L}\operatorname {End} _{K}(L)}.
Nach dem Unabhängigkeitssatz von Dedekind bilden die Automorphismen {\displaystyle \sigma \in G} somit aus Dimensionsgründen eine {\displaystyle L}-Basis von {\displaystyle \operatorname {End} _{K}(L)} und liefern eine zweite Zerlegung {\displaystyle \operatorname {End} _{K}(L)=\bigoplus _{\sigma \in G}L\cdot \sigma =L[G]}, allerdings zunächst nur als Vektorräume über {\displaystyle L}. Denn die Unterräume {\displaystyle L\sigma } sind nicht invariant (stabil) unter der Links-Operation von {\displaystyle G}, also keine {\displaystyle K[G]}-Links-Untermoduln – im Gegensatz zu den Unterräumen {\displaystyle \eta _{j}L}.
Doch lassen sich die {\displaystyle L}-Unterräume dieser Zerlegung weiter in {\displaystyle K}-Unterräume zerlegen, und diese lassen sich in folgender Weise umgruppieren und zu {\displaystyle K[G]}-Links-Untermoduln zusammenfassen:
{\displaystyle \operatorname {End} _{K}(L)=\bigoplus _{\sigma \in G}L\cdot \sigma =\bigoplus _{\sigma \in G}\sigma \circ L=\bigoplus _{\sigma \in G}\sigma \circ \left(\bigoplus _{i=1}^{n}K\cdot y_{i}\right)=\bigoplus _{i=1}^{n}K[G]\circ y_{i}}.
Insgesamt bestehen also Isomorphismen von {\displaystyle K[G]}-Linksmoduln:
{\displaystyle L^{n}\simeq \bigoplus _{j=1}^{n}\eta _{j}\cdot L=\operatorname {End} _{K}(L)=\bigoplus _{i=1}^{n}K[G]\circ y_{i}\simeq \left(K[G]\right)^{n}}.
Da sowohl {\displaystyle L^{n}} als auch {\displaystyle (K[G])^{n}} endlichdimensionale {\displaystyle K}-Vektorräume sind, erfüllen sie als {\displaystyle K[G]}-Linksmoduln notwendig die Voraussetzungen des Satzes von Krull-Remak-Schmidt, welcher seinerseits auf die Isomorphie {\displaystyle L\simeq K[G]} von {\displaystyle K[G]}-Linksmoduln schließen lässt.

### Beweis im zyklischen Falle
Nach den Überlegungen zum Zusammenhang mit dem Gruppenring (insbesondere Anmerkung 5) ist also zu zeigen:
Satz: Ist {\displaystyle L/K} eine endliche Körpererweiterung mit relativer Automorphismengruppe {\displaystyle G=G(L/K)}, so sind für jedes {\displaystyle \sigma \in G} äquivalent:
- {\displaystyle L/K} ist zyklische Galois-Erweiterung mit {\displaystyle G=\langle \sigma \rangle } und {\displaystyle \operatorname {ord} \sigma <\infty }.
- {\displaystyle K[\sigma ]\cong L} als {\displaystyle K}-Vektorräume endlicher Dimension.
- {\displaystyle L[\sigma ]\cong \operatorname {End} _{K}(L)} als {\displaystyle L}-Vektorräume endlicher Dimension.
- {\displaystyle K[\sigma ]\cong L} als {\displaystyle K[\sigma ]}-Linksmoduln.
- Als {\displaystyle K[\sigma ]}-Linksmodul ist {\displaystyle L} zyklisch.

Es ist dann {\displaystyle \operatorname {ord} \sigma =[L:K]=\dim _{K}K[\sigma ]=\dim _{L}L[\sigma ]}.
Der weiter unten stehende Beweis wird im Wesentlichen in der Erkenntnis bestehen, dass jede der genannten Aussagen mit der folgenden Aussage äquivalent ist:
- {\displaystyle \deg \mu _{\sigma }(X)=\operatorname {ord} \sigma =\deg \chi _{\sigma }(X)},

das heißt: Minimalpolynom (Annullatorpolynom) und charakteristisches Polynom sind gleich („Annullator und charakteristischer Divisor sind gleich“).
Um diese Argumentation nachzuvollziehen, bedarf es einiger Vorüberlegungen, die den geeigneten Blickwinkel schaffen.

#### Vorüberlegungen
Dies soll in diesem Abschnitt geschehen. Wesentliche Ingredienzen sind der Unabhängigkeitssatz von Dedekind sowie der Blick auf den Erweiterungskörper {\displaystyle L} als einen Modul über dem prinzipalen Polynomring {\displaystyle K[X]} (gestiftet durch die Darstellung {\displaystyle X\mapsto \sigma }), so dass der Elementarteilersatz anwendbar ist.

##### Unabhängigkeitssatz von Dedekind
Es sei zunächst {\displaystyle L} ein Körper und {\displaystyle G:=\operatorname {Aut} (L)} die Gruppe der Automorphismen auf diesem Körper. Für jeden Teilkörper {\displaystyle K\subset L} ist dann die Menge der relativen Automorphismen {\displaystyle G_{K}:=\{\sigma \in G\,{\big \vert }\,\sigma |_{K}=\operatorname {id} _{K}\}} eine Untergruppe von {\displaystyle G}. Dabei kann {\displaystyle V:=L} als ein Vektorraum über {\displaystyle K} der Dimension {\displaystyle \dim _{K}L=[L:K]} betrachtet werden und die Untergruppe {\displaystyle G_{K}} der relativen Automorphismen als eine Untergruppe der {\displaystyle K}-Algebra {\displaystyle \operatorname {End} _{K}(V)} der {\displaystyle K}-linearen Endormorphismen auf {\displaystyle V=L}: Ihre Einheitengruppe ist ja {\displaystyle \operatorname {Aut} _{K}(V)} und enthält {\displaystyle G_{K}}. Diese {\displaystyle K}-Algebra hat über {\displaystyle K} die Dimension über {\displaystyle [L:K]^{2}}, als Teilraum des {\displaystyle L}-Vektorraumes aller Abbildungen {\displaystyle L\to L} also die Dimension {\displaystyle \dim _{L}(\operatorname {End} _{K}(L))=[L:K]}. Nach dem Unabhängigkeitssatz von Dedekind bilden die relativen Automorphismen {\displaystyle G_{K}} dabei stets ein über {\displaystyle L} linear unabhängiges System, das heißt, der Gruppenring {\displaystyle L[G_{K}]} hat als {\displaystyle L}-Unterraum {\displaystyle L[G_{K}]<\operatorname {End} _{K}(L)} die Dimension {\displaystyle \dim _{L}L[G_{K}]=(G_{K}:1)}. Für jeden Teilkörper {\displaystyle K\subset L} ist also {\displaystyle (G_{K}:1)\leq [L:K]}. Dies gilt insbesondere für Teilkörper {\displaystyle Z\subset L}, die Fixkörper unter einer Untergruppe {\displaystyle H<G} sind: {\displaystyle Z=L^{H}:=\{y\in L|\forall \sigma \in H:\sigma (y)=y\}}. Wegen {\displaystyle H\subset G_{L^{H}}} gilt also {\displaystyle (H:1)\leq (G_{L^{H}}:1)\leq [L:L^{H}]}.
Tatsächlich beruht der Beweis über die Existenz einer Normalbasis im zyklischen Fall auf ganz analogen Argumenten wie der Beweis, dass eine endliche Untergruppe der multiplikativen Gruppe eines Körpers zyklisch ist (Satz von der Existenz einer primitiven Einheitswurzel). Dabei nimmt der Unabhängigkeitssatz von Dedekind die Rolle eines Satzes über die Anzahl der Nullstellen eines Polynoms ein, wie die folgende Gegenüberstellung zeigen möge:
| Satz von der Existenz einer primitiven Einheitswurzel | Satz von der Existenz einer Normalbasis (zyklischer Fall) |
| --- | --- |
| Der Satz über die Anzahl Nullstellen eines Polynoms in Körpern liefert: | Der Unabhängigkeitssatz von Dedekind liefert: |
| Für die Ordnung der Untergruppe {\displaystyle U:=\{x\in K\|x^{d}-1=0\}\subset K^{\times }} der Nullstellen des Polynoms {\displaystyle X^{d}-1\in K[X]} gilt: {\displaystyle (U:1)\leq d=\deg(X^{d}-1)}. | Für die Ordnung einer Untergruppe {\displaystyle H<\operatorname {Aut} (L)} gilt {\displaystyle (H:1)\leq [L:L^{H}]}. Insbesondere für ein {\displaystyle \sigma \in \operatorname {Aut} (L)} gilt {\displaystyle \operatorname {ord} (\sigma )\leq [L:L^{\langle \sigma \rangle }]}. |

##### Eigenschaften einer endlichen Galois-Erweiterung
Die {\displaystyle L/K} heißt eine Galoiserweiterung, wenn eine der folgenden äquivalenten Bedingungen erfüllt ist:
- Es gibt eine Untergruppe {\displaystyle H\subset G=\operatorname {Aut} (L)} mit {\displaystyle K=L^{H}}.
- Es gilt {\displaystyle K=L^{G_{K}}} (und nicht etwa nur {\displaystyle K\subset L^{G_{K}}}).

Ist {\displaystyle L/K} zudem endlich, so ist ferner äquivalent:
- {\displaystyle (G_{K}:1)=[L:K]}.
- {\displaystyle L[G_{K}]=\operatorname {End} _{K}(L)}.

Die Gruppe {\displaystyle G_{K}:=G(L/K)} heißt die zugehörige Galoisgruppe. Ist die Galoisgruppe zyklisch (auflösbar, primyzklisch etc.), so gilt auch die Galoiserweiterung als zyklisch (auflösbar, primzyklisch etc.)

##### Einordnung in die Elementarteilertheorie
Ein Automorphismus {\displaystyle \sigma \in G(L/K)} lässt sich als ein {\displaystyle K}-linearer Vektorraum-Endomorphismus auf {\displaystyle V=L} betrachten. Solche Endomorphismen {\displaystyle f\in \operatorname {End} _{K}(V)} werden untersucht, indem {\displaystyle V} als ein Modul {\displaystyle M=V=L} über dem Hauptidealring {\displaystyle S:=K[X]}, der sogar ein euklidischer Ring mit Höhe {\displaystyle \deg } ist, betrachtet wird: Die Hauptraumzerlegung erscheint dann als die Primärzerlegung dies Moduls gemäß der Elementarteilertheorie bzw. dem Strukturhauptsatz über Moduln über Hauptidealringen.
Dabei beachte man: Ist {\displaystyle R} ein unitärer kommutativer Ring, so ist ein Modul dem Polynomring {\displaystyle R[X]} notwendig ein Modul über {\displaystyle R} und die Abbildung {\displaystyle \operatorname {mult} _{X}\colon M\to M,\;m\mapsto X\cdot m} ist eine {\displaystyle R}-lineare Abbildung: {\displaystyle \operatorname {mult} _{X}\in \operatorname {End} _{R}(M)}. Umgekehrt liefert ein {\displaystyle R}-Modul und ein Endormorphismus {\displaystyle f\in \operatorname {End} _{R}(M)} einen {\displaystyle R[X]}-Modul durch die Festlegung {\displaystyle X\cdot m:=f(m)} und lineare Fortsetzung. Die Betrachtung eines {\displaystyle R[X]}-Moduls kommt also der Betrachtung eines Endomorphismus {\displaystyle \operatorname {mult} _{X}=:f\in \operatorname {End} _{R}(M)} gleich. Der Satz von Frobenius (Äquivalenz und Ähnlichkeit, gem. Crelles Journal, Band 85, 1878, Georg Frobenius: Über lineare Substitutionen und bilineare Formen, darin § 6: Aequivalenz, Abschnitt 2, S. 21 (unter Verweis auf Ergebnisse von Weierstraß und Kronecker! B.M. 1868 und 1874)) liefert den Zusammenhang zwischen beiden Betrachtungen.
Angewendet auf einen endlichdimensionalen Vektorraum {\displaystyle M=V} über einem Körper {\displaystyle K=R} besteht mit dem Minimalpolynom {\displaystyle \mu _{f}(X)\in K[X]} die exakte Sequenz
{\displaystyle 0\longrightarrow (\mu _{f}(X))\longrightarrow K[X]\longrightarrow K[f]\longrightarrow 0}, die den Isormorphismus {\displaystyle K[X]/(\mu _{f}(X)){\stackrel {\sim }{\longrightarrow }}K[f]\subset \operatorname {End} _{K}(V)} induziert.
Im Allgemeinen ist Minimalpolynom {\displaystyle \mu _{f}(X)} ein Teiler des charakteristischen Polynoms {\displaystyle \chi _{f}(X)\in K[X]}, und es gilt {\displaystyle \dim _{K}K[f]=\deg \mu _{f}(X)\leq \deg \chi _{f}(X)=\dim _{K}V}. Der folgende Satz kennzeichnet, wann beide Polynome gleich sind, und liefert damit das Kriterium für zyklische Moduln über dem Hauptidealring {\displaystyle R=K[X]}.
Satz: Für einen Vektorraum {\displaystyle V} endlicher Dimension {\displaystyle \dim _{K}V=n} über dem Körper {\displaystyle K}, betrachtet als einen Modul {\displaystyle M=V} über der euklidischen Polynomalgebra {\displaystyle R=K[X]} bezüglich eines Endomorphismus' {\displaystyle f\in \operatorname {End} _{K}(V)}, sind äquivalent:
1. Der Modul {\displaystyle M} ist zyklisch über {\displaystyle R}, das heißt, es gibt ein {\displaystyle v\in V=M} mit {\displaystyle V=K[X]\cdot v}.
2. Es gibt ein {\displaystyle v\in V=M}, so dass die Abbildung {\displaystyle K[X]\to M,\,P(X)\mapsto P(X)\cdot v} eine exakte Sequenz von {\displaystyle K[X]}-Moduln induziert: {\displaystyle 0\longrightarrow (\mu _{f}(X))\longrightarrow K[X]\longrightarrow V\longrightarrow 0}
3. Es gibt ein {\displaystyle v\in V=M}, so dass die Abbildung {\displaystyle P(f)\mapsto P(f(v))} einen Isomorphismus {\displaystyle K[f]\cong V} von {\displaystyle K[X]}-Moduln vermittelt.
4. {\displaystyle \deg \mu _{f}(X)=\deg \chi _{f}(X)}.
5. Das Minimalpolynom {\displaystyle \mu _{f}(X)} von {\displaystyle f} und sein charakteristisches Polynom {\displaystyle \chi _{f}(X)} sind gleich: {\displaystyle \mu _{f}(X)=\chi _{f}(X)}.
6. {\displaystyle V=\sum _{i=0}^{n-1}K\cdot X^{i}\cdot v} (und diese Summe ist sogar notwendig direkt).
7. {\displaystyle V=\sum _{i=0}^{n-1}K\cdot f^{i}(v)} (und diese Summe ist sogar notwendig direkt).
8. Es gibt eine {\displaystyle K}-Basis {\displaystyle (v_{0},\dots ,v_{n-1})} von {\displaystyle V}, bezüglich welcher die Darstellungsmatrix {\displaystyle F} von {\displaystyle f} eine Frobeniussche Begleitmatrix ist, das heißt mit der Eigenschaft: {\displaystyle v_{i}=f^{i}(x_{0})} für {\displaystyle i=0,\dots ,n-1} (und {\displaystyle f^{n}(x_{0})=(X^{n}-\chi _{f}(X))\cdot x_{0}}).

Angewandt auf eine endliche galoissche Körpererweiterung {\displaystyle L=V=M} über {\displaystyle K} und {\displaystyle f=\sigma \in G(L/K)\subset \operatorname {End} _{K}V} sind dies also gerade äquivalente Kriterien für die Existenz einer Normalbasis, denn genau das ist die Aussage eines der Kriterien. Dabei gilt zunächst
- {\displaystyle \dim _{L}\operatorname {End} _{K}(L)=[L:K]=\deg \chi _{\sigma }(X)}, und für den {\displaystyle L}-Untervektorraum {\displaystyle L[\sigma ]<\operatorname {End} _{K}(L)} gilt dabei
- {\displaystyle \dim _{L}L[\sigma ]=\dim _{K}K[\sigma ]=\deg \mu _{\sigma }(X)}.

Man beachte, dass ein Körperelement {\displaystyle y\in L} tatsächlich einen {\displaystyle K}-linearen Endomorphismus im Vektorraum {\displaystyle L} liefert, nämlich {\displaystyle \operatorname {mult} _{y}\colon L\to L,\,\eta \mapsto y\cdot \eta }. Da {\displaystyle \operatorname {mult} _{y}(1)=y} vermittelt die Multiplikation {\displaystyle \operatorname {mult} } eine Einbettung {\displaystyle L\subset \operatorname {End} _{K}(L)}. Freilich sind dies weder Körperautomorphismen auf {\displaystyle L} noch lassen sie {\displaystyle K} fest, doch umgekehrt spannen – nach dem Unabhängigkeitssatz von Dedekind – die {\displaystyle [L:K]} Automorphismen {\displaystyle \sigma \in G(L/K)} als {\displaystyle K}-lineare Abbildungen auf {\displaystyle V=L} über {\displaystyle L} den {\displaystyle L}-Vektorraum der Vektorraum-Endomorphismen {\displaystyle \operatorname {End} _{K}(L)} der Dimension {\displaystyle \dim _{L}\operatorname {End} _{K}(L)=[L:K]} auf: {\displaystyle \operatorname {End} _{K}(L)=\bigoplus _{\sigma \in G(L/K)}L\cdot \sigma }. Nun enthält der Teilraum {\displaystyle L[\sigma ]} alle Potenzen von {\displaystyle \sigma }. Wenn also die Potenzen von {\displaystyle \sigma } bereits die gesamte Galoisgruppe {\displaystyle G(L/K)=\langle \sigma \rangle } liefern, so folgt {\displaystyle L[\sigma ]=\operatorname {End} _{K}(L)}, mithin sind alle Zahlen identisch: {\displaystyle \deg \chi \sigma (X)=\dim _{L}\operatorname {End} _{K}(L)=[L:K]=\dim _{L}L[\sigma ]=\dim _{K}K[\sigma ]=\deg \mu _{\sigma }(X)}. Es sind sogar offenkundig äquivalent:
- {\displaystyle L[\sigma ]=\operatorname {End} _{K}(L)}
- {\displaystyle \deg \mu (X)=\deg \chi (X)}

Diese Situation beschreibt der Satz über die Existenz einer Normalbasis für eine zyklische Körpererweiterung.

#### Zyklischer Fall: Satz und Beweis
Kriterien dafür, wann Minimalpolynom {\displaystyle \mu _{\sigma }(X)} und charakteristisches Polynom {\displaystyle \chi _{\sigma }(X)} eines Körper-Automorphismus' {\displaystyle \sigma \in G(L/K)} gleichen Grad haben und mithin für die Existenz einer Normalbasis einer galoisschen Körpererweiterung, liefert der Satz:
Satz: Für eine endliche Galois-Erweiterung {\displaystyle L/K} und ein Element {\displaystyle \sigma \in G(L/K)} sind nun äquivalent:
1. Die Erweiterung {\displaystyle L/K} ist zyklisch mit {\displaystyle \sigma } als Erzeugendem, d. h.: {\displaystyle G(L/K)=\langle \sigma \rangle }.
2. Es gilt {\displaystyle L[\sigma ]=\operatorname {End} _{K}(L)}.
3. {\displaystyle \deg \mu _{\sigma }(X)=\deg \chi _{\sigma }(X)}, d. h.: {\displaystyle \mu _{\sigma }(X)=\chi _{\sigma }(X)}.
4. Es ist {\displaystyle K=L^{\langle \sigma \rangle }}, und {\displaystyle L} ist als Modul über der Polynomalgebra {\displaystyle K[X]} bezogen auf {\displaystyle \sigma } zyklisch, d. h., es gibt ein {\displaystyle y_{0}\in L} mit {\displaystyle L=K[X]\cdot y_{0}}.
5. Die Galoiserweiterung {\displaystyle L/K} besitzt eine Normalbasis {\displaystyle L=\bigoplus _{i=0}^{n-1}K\cdot y_{i}} der Gestalt {\displaystyle y_{i}=\sigma ^{i}(y_{0})} für {\displaystyle i=0,\dots ,n-1}.

Zum Beweis beachte, dass zunächst allgemein {\displaystyle \mu _{\sigma }(X)|X^{\operatorname {ord} \sigma }-1}, also {\displaystyle \deg \mu _{\sigma }\leq \operatorname {ord} \sigma }.
Der Unabhängigkeitssatz von Dedekind liefert jedoch andererseits die lineare Unabhängigkeit der Familie {\displaystyle \{\sigma ^{i}\;|\;i=0,\dots ,\operatorname {ord} (\sigma )-1\}}, so dass notwendig {\displaystyle \deg \mu _{\sigma }(X)\geq \operatorname {ord} (\sigma )}.
Also gilt für ein {\displaystyle \sigma \in G(L/K)} mit {\displaystyle L^{\sigma }=K} stets: {\displaystyle \deg \mu _{\sigma }(X)=\operatorname {ord} \sigma =\deg \chi _{\sigma }(X)}, d. h.: {\displaystyle \mu _{\sigma }(X)=X^{\operatorname {ord} \sigma }-1=\chi _{\sigma }(X)}. Damit ist das obige Kriterium erfüllt und die Existenz einer Normalbasis nachgewiesen.

#### Zusammenfassung und alternativer Beweis durch Primärzerlegung
Wie für den Satz von der Existenz einer primitiven Einheitswurzel, so kann auch für den Satz von der Existenz einer Normalbasis im zyklischen Fall durch explizite Primärzerlegung des in Rede stehenden Moduls konstruktiv argumentiert werden, wie die folgende Gegenüberstellung verdeutlichen soll. Darf das obige Kriterium für die Zyklizität von Moduln über Hauptidealringen gemäß Elementarteilertheorie als bekannt vorausgesetzt werden, so ist der Beweis schon beim Zeichen „◀“ erbracht. Andernfalls kann der Beweis mittels Primärzerlegung vollendet werden, wie anschließend gezeigt.
| Endliche Untergruppen der Einheitengruppe eines Körpers sind zyklisch. | Endliche zyklische Galois-Erweiterungen besitzen eine Normalbasis. |
| --- | --- |
| Betrachtet wird eine endliche Untergruppe der multiplikativen Gruppe eines Körpers als (multiplikativ notierter, scil.) Modul über dem euklidischen Ring {\displaystyle \mathbb {Z} }. | Betrachtet wird eine zyklische Körpererweiterung {\displaystyle L/K} endlichen Grades als Modul über der euklidischen Polynomalgebra {\displaystyle K[X]}. |
| Es sei also {\displaystyle U<K^{\times }} eine endliche Untergruppe der Einheitengruppe {\displaystyle K^{\times }} des Körpers {\displaystyle K} und {\displaystyle h:=\operatorname {min} \{k\geq 1\|\forall x\in U:x^{k}-1=0\}} ihr Exponent (Annullator).                                                                                           | Es sei also {\displaystyle L/K} eine Galois-Erweiterung mit zyklischer Galois-Gruppe {\displaystyle G=G(L/K)=\langle \sigma \rangle } der Ordnung {\displaystyle \operatorname {ord} (\sigma )=n=(G:1)=[L/K]}. Betrachte {\displaystyle L} als {\displaystyle K[X]}-Modul vermöge {\displaystyle f(X)\cdot y:=f(\sigma )(y)=f(\sigma (y))}. Es sei {\displaystyle \mu _{\sigma }(X)} das Minimalpolynom von {\displaystyle \sigma }, das heißt {\displaystyle \mu =\mu _{\sigma }(X)\cdot L=0} mit minimalem Grad {\displaystyle \deg \mu _{\sigma }(X)}. |
| Nach dem Satz über die Anzahl von Nullstellen gilt sind Ordnung und Exponent notwendig gleich: {\displaystyle n:=(U:1)=h}. ◀ | Nach dem Unabhängigkeitssatz von Dedekind ist {\displaystyle n=\operatorname {ord} \sigma \leq \deg \mu _{\sigma }(X)\|\chi _{\sigma }}, also {\displaystyle X^{n}-1=\mu _{\sigma }=\chi _{\sigma }}. ◀ |
| Zerlege {\displaystyle n=h=\prod _{i}p_{i}^{v_{i}}} in Primfaktoren, setze {\displaystyle h_{i}:={\frac {h}{p_{i}}}} und finde {\displaystyle x_{i}\in U} mit {\displaystyle x_{i}^{h_{i}}\neq 1}. Das ist möglich, weil {\displaystyle X^{h_{i}}-1} nicht mehr als {\displaystyle h_{i}} Nullstellen haben kann, aber {\displaystyle h_{i}<h=n=(U:1)}. | Zerlege {\displaystyle \mu (X)=\prod _{i}p_{i}(X)^{v_{i}}} in irreduzible Faktoren, setze {\displaystyle \mu _{i}:={\frac {\mu (X)}{p_{i}(X)}}} und finde {\displaystyle x_{i}\in L} mit {\displaystyle \mu _{i}\cdot x_{i}\neq 0} für jedes {\displaystyle i}. Das ist möglich, weil {\displaystyle \deg \mu _{i}<\deg \mu =\operatorname {ord} \sigma }. |
| Für die Ordnung {\displaystyle \operatorname {ord} y_{i}:=(\langle y_{i}\rangle :1)} von {\displaystyle y_{i}:=x_{i}^{\frac {h}{p_{i}^{v_{i}}}}} gilt somit {\displaystyle \operatorname {ord} y_{i}=p_{i}^{v_{i}}}, denn {\displaystyle y_{i}^{p_{i}^{v_{i}-1}}=x_{i}^{h_{i}}\neq 1=x_{i}^{h}=y_{i}^{p_{i}^{v_{i}}}}.                                  | Für das Minimalpolynom {\displaystyle \mu _{y_{i}}(X)} von {\displaystyle y_{i}:={\frac {\mu (X)}{p_{i}(X)^{v_{i}}}}\cdot x_{i}} gilt somit {\displaystyle \mu _{y_{i}}(X)=p_{i}(X)^{v_{i}}}, denn {\displaystyle {p_{i}(X)^{v_{i}-1}}\cdot y_{i}=\mu _{i}\cdot x_{i}\neq 0=\mu \cdot x_{i}=p_{i}(X)^{v_{i}}\cdot y_{i}} |
| Für das Produkt {\displaystyle y:=\prod _{i}y_{i}} dieser {\displaystyle y_{i}} gilt nun {\displaystyle \operatorname {ord} y=\operatorname {kgV} \{\operatorname {ord} y_{i}\|i\}=\prod _{i}\operatorname {ord} y_{i}=h=n\,.} | Für die Summe {\displaystyle y:=\sum _{i}y_{i}} dieser {\displaystyle y_{i}\in L} gilt nun {\displaystyle \operatorname {ann} y=\operatorname {kgV} \{\operatorname {ann} y_{i}\|i\}=\prod _{i}\operatorname {ann} y_{i}=\mu (X)\,.} |
| Also ist {\displaystyle \mathbb {Z} \to U,\,k\mapsto y^{k}} surjektiv mit Kern {\displaystyle (h)=(n)}, d. h. {\displaystyle U=\{y^{i}\|i=0,\dots ,h-1\}}. | Also ist {\displaystyle K[X]\to L,\,f(X)\mapsto f(X)\cdot y} surjektiv mit Kern {\displaystyle \mu (X)=X^{n}-1}, d. h. {\displaystyle L=\bigoplus _{i=0}^{n-1}K\sigma ^{i}(y)}. |

### Folgerung aus dem zyklischen Fall: Normalbasis für abelsche Erweiterungen
Nach dem Elementarteilersatz zerfällt jede endliche abelsche Gruppe in eine direkte Summe zyklischer Gruppen. Ist {\displaystyle L/K} eine endliche abelsche Körpererweiterung mit der Galoisgruppe {\displaystyle G}, so korrespondieren mit ihren Elementarteilern (gemäß der Galoiskorrespondenz (Galois-Verbindung, Galois-Zusammenhang) des Hauptsatzes der Galoistheorie) Zwischenkörper, deren direkter Durchschnitt gleich dem Grundkörper {\displaystyle K} ist, und äquivalent liefert die Galoiskorrespondenz also auch Zwischenkörper, deren direktes Kompositum gleich {\displaystyle L} ist.
So lässt sich eine Normalbasis für jede abelsche Erweiterung {\displaystyle L/K} konstruieren.
Für absolut abelsche Zahlkörper, d. h. für abelsche Erweiterungen des Körpers {\displaystyle \mathbb {Q} } war dies bereits Gegenstand der obigen Folgerungen bei Existenz einer Normalbasis zum Spezialfall der Kreisteilungskörper. Doch lässt sich der Beweis der Existenz einer Normalbasis für den nicht-zyklischen Fall auf andere Weise führen. In diesem Falle besitzt der Grundkörper notwendig unendlich viele Elemente.

### Beweis im Falle eines unendlichen Grundkörpers
Es werden zwei Beweisvarianten gegeben.

#### Nach Serge Lang
Serge Langs Beweis setzt sogar unmittelbar bei dem obigen Matrizen-Kriterium für eine Normalbasis an: Das Polynom {\displaystyle \det \left[X_{\sigma \tau }\right]_{\tau \in G}^{\sigma \in G}=:f((X_{\sigma })_{\sigma \in G}))} in den {\displaystyle (G:1)} Unbestimmten {\displaystyle X_{\sigma }\;(\sigma \in G)} verschwindet nicht identisch, weil sich bei Einsetzung von {\displaystyle X_{\sigma }\mapsto \delta (\sigma ,\operatorname {id} )\in \{0,1\}} (Kronecker-Delta) eine unimodulare Matrix ergibt. Als Polynom über dem unendlichen Grundkörper {\displaystyle K} ist {\displaystyle f} reduziert. Daher gibt es ein {\displaystyle y\in L}, so dass {\displaystyle f} bei Einsetzung {\displaystyle X_{\sigma }\mapsto \sigma (y)} (für jedes {\displaystyle \sigma \in G}) einen von Null verschiedenen Wert annimmt und folglich die Matrix {\displaystyle \left[\sigma \tau (y)\right]_{\tau \in G}^{\sigma \in G}}, wie zu zeigen, regulär ist.

Dieser Beweis betrachtet also (mit {\displaystyle n:=(G:1)}) die Determinante der {\displaystyle n\times n}-Matrix der Gruppentafel, wobei ihre Einträge, die Automorphismen {\displaystyle \sigma \in G}, als Unbestimmte {\displaystyle X_{\sigma }} aufgefasst werden. Da die Substitution {\displaystyle X_{\sigma }\mapsto \delta (\sigma ,1)} die zur Permutation {\displaystyle \sigma \mapsto \sigma ^{-1}} gehörige (unimodulare) Permutationsmatrix liefert, kann ihre Determinante nicht das Nullpolynom sein. Mit einem geeigneten {\displaystyle y\in L} wird {\displaystyle f} also bei der Substitution {\displaystyle X_{\sigma }\mapsto \sigma (y)} nicht verschwinden, diese Substitution folglich eine reguläre Matrix liefern, wie gewünscht.

Der nachfolgend dargestellte Beweis von Emil Artin betrachtet Polynome in nur einer Unbestimmten und nutzt dazu die Lagrangeschen Interpolationspolynome mit der Menge der Konjugierten {\displaystyle G\alpha } eines primitiven Elements {\displaystyle \alpha \in L} der Galoiserweiterung als Menge der Stützstellen.

#### Nach Emil Artin
Für eine Galoiserweiterung {\displaystyle L/K} eines unendlichen Grundkörpers {\displaystyle K} vom Grade {\displaystyle [L:K]=:n} wird wie folgt argumentiert:
Gemäß Voraussetzungen sei also {\displaystyle \alpha \in L} ein primitives Element, so dass {\displaystyle L=K[\alpha ]}. Sein Minimalpolynom über {\displaystyle K} sei {\displaystyle \mu _{\alpha }(X)=\mu (X)\in K[X]}. Gemäß Körpertheorie hat es den Grad {\displaystyle \deg \mu =n}, und es gilt {\displaystyle L=K[\alpha ]\cong K[X]/(\mu )=:L'}. Gemäß Galois-Theorie operiert die Galoisgruppe {\displaystyle G} operiert scharf transitiv auf der Menge der Wurzeln des Minimalpolynoms. Sie sind also paarweise verschieden, können mit {\displaystyle \alpha _{\sigma }:=\sigma (\alpha )} bezeichnet werden und sind sämtlich gleichermaßen als primitives Element {\displaystyle L=K[\alpha _{\sigma }]} der Körpererweiterung geeignet.
Ferner werde die Operation der Gruppe {\displaystyle G} fortgesetzt auf {\displaystyle L[X]} durch {\displaystyle \sigma (X)=X} für jedes {\displaystyle \sigma \in G}. Damit operiert {\displaystyle G} auf {\displaystyle K[X]} trivial, so dass insbesondere {\displaystyle \sigma (\mu (X))=\mu (X)}.
Die nun folgende tabellarische Gegenüberstellung soll Gemeinsamkeiten und Unterschiede in Einzelheiten zweier Beweise verdeutlichen, die Emil Artin bzw. Bartel L. van der Waerden gegeben haben.
| no. | Beweis nach Emil Artin | Derselbe Beweis mit begrifflichem Hintergrund nach Bartel L. van der Waerden |
| --- | --- | --- |
| 1   | Betrachte {\displaystyle p_{\sigma }(X):={\frac {\mu (X)}{(X-\alpha _{\sigma })\mu '(\alpha _{\sigma })}}\in L[X]}. Dabei gilt: {\displaystyle p_{\sigma }(X)={\frac {\mu (X)}{(X-\alpha _{\sigma })\cdot \mu '(\alpha _{\sigma })}}=\prod _{\tau \in G\backslash \{\sigma \}}{\frac {X-\alpha _{\tau }}{\alpha _{\sigma }-\alpha _{\tau }}}}. | Betrachte den Restklassenring (Siehe auch Faktorring) {\displaystyle A:=L[X]/(\mu )}: Dieser kann mit dem Tensorprodukt der {\displaystyle K}-Algebren {\displaystyle L'} und {\displaystyle L} identifiziert werden. Bezeichnet nämlich {\displaystyle \xi :=X+(\mu )\in L'} die Klasse der Unbekannten {\displaystyle X}, so bilden {\displaystyle \xi ^{0},\xi ^{1},\dots ,\xi ^{n-1}} eine {\displaystyle K}-Basis {\displaystyle L'} und {\displaystyle \alpha ^{0},\alpha ^{1},\dots ,\alpha ^{n-1}} eine {\displaystyle K}-Basis von {\displaystyle L}. Dann ist tatsächlich {\displaystyle \{\alpha ^{i}\xi ^{j}\|0\leq i,j\leq n-1\}} eine {\displaystyle K}-Basis der Algebra {\displaystyle A}, die sich daher als das Tensorprodukt der {\displaystyle K}-Algebren {\displaystyle L'} und {\displaystyle L} auffassen lässt: {\displaystyle A:=L[X]/(\mu )\cong L\otimes _{K}L'}. Daher bilden {\displaystyle \xi ^{0},\xi ^{1},\dots ,\xi ^{n-1}} eine {\displaystyle L}-Basis von {\displaystyle A} und {\displaystyle \alpha ^{0},\alpha ^{1},\dots ,\alpha ^{n-1}} eine {\displaystyle L'}-Basis von {\displaystyle A}. Die Operation der Gruppe {\displaystyle G} auf {\displaystyle L[X]} induziert wegen {\displaystyle \sigma (\mu (X))=\mu (X)} (also {\displaystyle \sigma (\xi )=\xi }) eine Operation auf {\displaystyle A=L[X]/(\mu (X))}. Auf {\displaystyle L'=K[X]/(\mu (X))} operiert sie hierbei trivial. Mit anderen Worten: Jeder Automorphismus {\displaystyle \sigma \in G} wird durch das Tensorprodukt von Abbildungen {\displaystyle \sigma \otimes \operatorname {id} _{L'}} auf {\displaystyle A=L\otimes L'} fortgesetzt. |
| 2   | Es gilt notwendig {\displaystyle \sum _{\sigma }p_{\sigma }(X)=1}, denn auf beiden Seiten stehen Polynome, - deren Grad höchstens {\displaystyle n-1} beträgt und - die an {\displaystyle n} Stellen übereinstimmen, nämlich auf {\displaystyle \{\alpha _{\sigma }\|\sigma \in G\}}. | Mit Hilfe der Langrangeschen Interpolation lässt sich eine weitere {\displaystyle L}-Basis von {\displaystyle A} angeben: Da ja alle Wurzeln {\displaystyle \{\alpha _{\sigma }\|\sigma \in G\}\subset L} paarweise verschieden sind, lässt sich jedes Polynom {\displaystyle f(X)\in L[X]} vom Grad {\displaystyle \deg f\leq n-1} in eindeutiger Weise als Linearkombination der Lagrangeschen Interpolations-Polynome {\displaystyle p_{\sigma }(X):=\prod _{\tau \neq \sigma }{\frac {X-\alpha _{\tau }}{\alpha _{\sigma }-\alpha _{\tau }}}\in L[X]} vom Grad {\displaystyle \deg p_{\sigma }(X)=n-1} darstellen: Diese haben nämlich die Eigenschaft, dass {\displaystyle p_{\sigma }(\alpha _{\tau })=\delta _{\sigma ,\tau }} (Kronecker-Delta), so dass notwendig {\displaystyle f(X)=\sum _{\sigma \in G}f(\alpha _{\sigma })\cdot p_{\sigma }(X)} für jedes Polynom {\displaystyle f\in L[X]} mit {\displaystyle \deg f\leq n-1} und zwar in eindeutiger Weise. Insbesondere für das konstante Polynom {\displaystyle f=1} erhält man {\displaystyle 1=\sum _{\sigma \in G}p_{\sigma }(X)}. Durch den Übergang {\displaystyle L[X]\to L[X]/(\mu )=A} zu den Restklassen {\displaystyle e_{\sigma }:=p_{\sigma }(\xi )\in A} folgt also {\displaystyle 1=\sum _{\sigma \in G}e_{\sigma }}. Da jene Polynome {\displaystyle f\in L[X]} mit {\displaystyle \deg f\leq n-1} ganz {\displaystyle A=L[X]/(\mu )} repräsentieren, so ist {\displaystyle A=\sum _{\sigma \in G}e_{\sigma }L}, und dabei handelt es sich um eine direkte Summe {\displaystyle A=\bigoplus _{\sigma \in G}e_{\sigma }L} von Teilräumen, weil die Darstellung eindeutig ist. |
| 3   | Für {\displaystyle \sigma \neq \tau } verschwindet das Produkt {\displaystyle p_{\sigma }(X)\cdot p_{\tau }(X)} auf allen Nullstellen von {\displaystyle \mu (X)}. Daher gilt {\displaystyle p_{\sigma }(X)\cdot p_{\tau }(X)\equiv 0\mod \mu (X)} | In {\displaystyle A} gilt nun die Beziehung {\displaystyle e_{\sigma }e_{\tau }=\delta _{\sigma ,\tau }e_{\sigma }}, die sich im euklidischen Ring {\displaystyle L[X]} als Kongruenz {\displaystyle {\bmod {\mu }}(X)} leicht verifizieren lässt: Für {\displaystyle \sigma \neq \tau } gilt zunächst {\displaystyle e_{\sigma }e_{\tau }=0} (Begründung siehe links), und … |
| 4   | Multipliziert man obige Summenbeziehung mit {\displaystyle p_{\tau }(X)}, so folgt {\displaystyle p_{\tau }(X)\cdot p_{\tau }(X)\equiv p_{\tau }(X)\mod \mu (X)} für jedes {\displaystyle \tau \in G}. | … es gilt {\displaystyle e_{\sigma }e_{\sigma }=e_{\sigma }} (Begründung siehe links). |
| 5   | Es gilt {\displaystyle \sigma (p_{\tau }(X))=p_{\sigma \tau }(X)=\sigma \tau (p(X))}, wobei {\displaystyle p(X):=p_{\operatorname {id} }(X){\stackrel {\text{def}}{=}}{\frac {\mu (X)}{(X-\alpha )\mu '(\alpha )}}}. | Die Gruppe {\displaystyle G} permutiert die Lagrangeschen Polynome {\displaystyle p_{\sigma }(X)} (gemäß ihrer Definition) und folglich auch ihre Nebenklassen {\displaystyle e_{\sigma }\in A} in eben derselben Weise, wie sie die Wurzeln {\displaystyle \{\alpha _{\sigma }\}} permutiert. |
| 6   | Die Einträge des Matrizenprodukts aus der quadratischen Matrix {\displaystyle M(X):=\left[\sigma \tau (p(X))\right]_{\tau \in G}^{\sigma \in G}\in \operatorname {Mat} (n\times n,L[X])} und ihrer Transponierten {\displaystyle M(X)^{T}} sind demnach in der Hauptdiagonalen gleich {\displaystyle 1}, während sie außerhalb der Diagonalen sämtlich modulo {\displaystyle \mu (X)} verschwinden: {\displaystyle \det \left(M(X)^{T}\cdot M(X)\right)\equiv 1{\bmod {(}}\mu (X))}. Um die Matrix {\displaystyle M(X)} wohl zu definieren, müsste die Reihenfolge ihrer Spalten und Zeilen, also die der Elemente {\displaystyle \sigma \in G} festgelegt werden. Da jedoch nur das Verschwinden der Determinante benötigt wird, welche bei Vertauschungen lediglich das Vorzeichen wechselt, möge diese Schreibweise genügen. Eine Argumentationsvariante an dieser Stelle besteht in der Feststellung, dass {\displaystyle \det M(\alpha )=\det \left[p_{\sigma \tau }(\alpha )\right]_{\tau \in G}^{\sigma \in G}=\pm 1}, weil {\displaystyle \sigma \tau (p(X))=p_{\sigma \tau }(X)} und {\displaystyle p_{\sigma \tau }(\alpha )=\delta (\sigma ,\tau ^{-1})} (Kronecker-Delta). Damit erübrigen sich die Beweisschritte 3 und 4, und anstelle von Beweisschritt 2 genügt die Feststellung {\displaystyle p_{\sigma }(a_{\tau })=\delta (\sigma ,\tau )}. Tatsächlich zielt dieser Beweisschritt lediglich auf eine Begründung dafür, dass das Polynom {\displaystyle \det M(X)} nicht identisch verschwindet. | Für die Teilräume {\displaystyle e_{\sigma }L} (die „direkten Summanden“) gilt also {\displaystyle A(e_{\sigma }L)=e_{\sigma }L}: Es sind also Ideale. Zudem ist jedes {\displaystyle e_{\sigma }L} (als isomorphes Bild des Körpers {\displaystyle L}) selbst ein Körper mit dem Einselement {\displaystyle e_{\sigma }} (wobei {\displaystyle e_{\sigma }\neq 1}). Dabei annullieren sich verschiedene Körper: {\displaystyle e_{\sigma }L\cdot e_{\tau }L=\delta _{\sigma ,\tau }e_{\sigma }L}. Ebenso sind auch die Teilringe {\displaystyle e_{\sigma }L'<A} Ideale und (als isomorphe Bilder von {\displaystyle L'}) Körper, die sich gegenseitig annullieren, so dass die Summe {\displaystyle \sum _{\sigma \in G}e_{\sigma }L'} der Teilräume notwendig direkt ist und daher aus Dimensionsgründen die gesamte Algebra aufspannt: {\displaystyle A=\bigoplus _{\sigma \in G}e_{\sigma }L'=\bigoplus _{\sigma \in G}e_{\sigma }L} (als Vektorraum). Es gilt sogar {\displaystyle e_{\sigma }L=e_{\sigma }L'}, denn wählt man in der obigen Lagrangeschen Interpolation {\displaystyle f(X)=\sum _{\sigma }f(\alpha _{\sigma })p_{\sigma }(X)} die Polynome {\displaystyle f(X)\in K[X]} (mit {\displaystyle \deg f\leq n-1}), so repräsentieren sie im Übergang {\displaystyle X\mapsto \xi } ganz {\displaystyle K[X]/(\mu )=L'} und im Übergang {\displaystyle X\mapsto \alpha } ganz {\displaystyle K[\alpha ]=L}. Geht man zu den Restklassen über ({\displaystyle X\mapsto \xi }), so erhält man: {\displaystyle f(\xi )=\sum _{\sigma }\underbrace {f(\alpha _{\sigma })} _{\in K[\alpha ]=L}e_{\sigma }}. Multiplikation mit {\displaystyle e_{\tau }} ergibt: {\displaystyle e_{\tau }L'=e_{\tau }L}. Damit ist die Darstellung {\displaystyle A=\bigoplus _{\sigma \in G}e_{\sigma }L'} ein zweites Mal begründet. Also bilden die {\displaystyle e_{\sigma }} eine Normalbasis von {\displaystyle A/L'}. Gesucht ist jedoch eine Normalbasis von {\displaystyle L/K}. Beachte: Umgekehrt wäre eine Normalbasis von {\displaystyle L/K} zugleich eine Basis von {\displaystyle A/L'}, und zwar eine Normalbasis, da ja {\displaystyle G} auf {\displaystyle K[X]} trivial operiert. |
| 7   | Also ist auch {\displaystyle D(X):=\det M(X)\neq 0}. | Es sei nun {\displaystyle \{y_{\sigma }\,\|\,\sigma \in G\}\subset L} eine Basis von {\displaystyle L/K}. Dann ist es zugleich eine Basis von {\displaystyle A/L'}, denn jedes Polynom {\displaystyle f(X)\in L[X]=L^{(\mathbb {N} )}=\left(\bigoplus _{\sigma }Ky_{\sigma }\right)^{(\mathbb {N} )}} zerfällt in eine Summe von Polynomen über {\displaystyle K} gemäß {\displaystyle f(X)=\sum _{i}f_{i}X^{i}=:\sum _{i}\left(\sum _{\sigma }y_{\sigma }f_{i}^{(y_{\sigma })}\right)X^{i}=\sum _{\sigma }y_{\sigma }\underbrace {\left(\sum _{i}f_{i}^{(y_{\sigma })}X^{i}\right)} _{\in K[X]}}, und der Übergang zu den Restklassen {\displaystyle X\mapsto \xi } liefert die Behauptung. Dies gilt insbesondere für die Lagrangeschen Interpolationspolynome {\displaystyle p_{\sigma }(X)\in L[X]}, das heißt: Es gibt eine Matrix {\displaystyle B_{\tau }^{\sigma }(X)=\left(\pi _{\tau }^{\sigma }(X)\right)_{\tau }^{\sigma }\in \operatorname {Mat} (n\times n,K[X])} mit {\displaystyle p_{\tau }(X)=\sum _{\sigma \in G}\pi _{\tau }^{\sigma }(X)\cdot y_{\sigma }}. Im Übergang {\displaystyle X\mapsto \xi } erhält man {\displaystyle e_{\tau }=\sum _{\sigma \in G}\pi _{\tau }^{\sigma }(\xi )\cdot y_{\sigma }}. Diese Matrix hat Einträge {\displaystyle \pi _{\tau }^{\sigma }(\xi )\in K[X]/(\mu (X))=L'} und ist regulär, da die {\displaystyle e_{\tau }} eine Basis bilden. Also ist {\displaystyle \det B(\xi )\neq 0}, also auch {\displaystyle d(X):=\det B(X)\in K[X]\backslash \{0\}}. |
| 8   | Nun besitzt {\displaystyle D(X)} als Polynom über {\displaystyle L} höchstens endlich viele Nullstellen. | Nun besitzt {\displaystyle d(X)\in K[X]} nur endlich viele Nullstellen in {\displaystyle K}. |
| 9   | Da {\displaystyle G} auf {\displaystyle K[X]} trivial operiert, bleiben obige Beziehungen bestehen, wenn für die Unbestimmte {\displaystyle X} Elemente {\displaystyle x\in K} eingesetzt werden. | Auf der Transformationsmatrix {\displaystyle B(X)\in \operatorname {Mat} (n\times n,K[X])} operiert {\displaystyle G} trivial, wie oben erwähnt. Diese Tatsache wird aber gar nicht benötigt werden, weil es ein viel eleganteres Argument gibt. |
| 10  | Da {\displaystyle K} unendlich, gibt es (sogar unendlich viele) {\displaystyle x\in K} mit {\displaystyle D(x)\neq 0}. Ein solches sei nun ausgewählt. | Da {\displaystyle K} unendlich, gibt es (sogar unendlich viele) {\displaystyle x\in K} mit {\displaystyle d(x)\neq 0}. Ein solches sei nun ausgewählt. |
| 11  | Wegen {\displaystyle x\in K} bleibt, wie bereits erwähnt, auch die Beziehung {\displaystyle \tau ((p(X))=p_{\tau }(X)} für {\displaystyle X=x} bestehen. Setzt man {\displaystyle \gamma :=p(x)}, so ist {\displaystyle \tau (\gamma )=p_{\tau }(x)=:\gamma _{\tau }} für jedes {\displaystyle \tau \in G}. | Für jedes {\displaystyle \tau \in G} setze {\displaystyle \eta _{\tau }:=\sum _{\sigma \in G}\pi _{\tau }^{\sigma }(x)\cdot y_{\sigma }=p_{\tau }(x)}, so dass {\displaystyle \tau (\eta _{1})=\tau (p_{1}(x))=p_{\tau }(x)=\eta _{\tau }}. |
| 12  | Werden nun auf eine Relation {\displaystyle \sum _{\tau }\kappa _{\tau }\cdot \gamma _{\tau }=0} (mit {\displaystyle \kappa _{\tau }\in K}) alle Automorphismen {\displaystyle \sigma \in G} angewendet, so hat das entstehende Gleichungssystem in den Unbekannten {\displaystyle \kappa _{\tau }} die Determinante {\displaystyle D(x)\neq 0}, kann also (schon in {\displaystyle L}, geschweige denn in {\displaystyle K}) nur trivial gelöst werden: {\displaystyle \kappa _{\tau }=0} für jedes {\displaystyle \tau \in G}. Daher bedeutet {\displaystyle D(x)\neq 0}, dass die Bahn {\displaystyle G\cdot \gamma } aus {\displaystyle n} über {\displaystyle K} linear unabhängigen Elementen von {\displaystyle L} besteht. | Wegen {\displaystyle \det B(x)=d(x)\neq 0} ist {\displaystyle B(x)\in \operatorname {Mat} (n\times n,K)} regulär und bildet als Basistransformation die Basis {\displaystyle y_{\sigma }} auf eine weitere Basis {\displaystyle \eta _{\sigma }} ab. |
| 13  | Also ist die Bahn {\displaystyle G\cdot \gamma } eine Normalbasis. | Also bilden {\displaystyle \eta _{\sigma }} ({\displaystyle \sigma \in G}) eine Normalbasis von {\displaystyle L/K}. |

## Anwendung auf endliche Grundkörper
Galoiserweiterungen {\displaystyle E} endlicher Grundkörper {\displaystyle F:=\mathbb {F} _{q}=\operatorname {GF} (q)} sind zyklisch, ihre Galoisgruppe {\displaystyle G=G(E/F)} wird vom Frobenius-Homomorphismus {\displaystyle \phi :y\mapsto y^{q}} erzeugt, wobei {\displaystyle q:=\#F=:p^{k}} eine Potenz der Charakteristik {\displaystyle p:=\operatorname {Char} F} ist. Dabei bezeichne {\displaystyle n=[E:F]} den Grad der Erweiterung und mithin zugleich des Minimalpolynoms {\displaystyle \mu _{\alpha }(X)\in F[X]}.
- Ist {\displaystyle \alpha \in E} ein primitives Element dieser Körpererweiterung, das heißt gilt {\displaystyle E=F[\alpha ]}, so bilden die Potenzen {\displaystyle \alpha ^{i}\,(i=0,\dots ,n-1)} eine {\displaystyle F}-Basis von {\displaystyle E}.
- Ist hingegen {\displaystyle \alpha } Erzeugendes einer Normalbasis, so bilden die Potenzen {\displaystyle \alpha ^{q^{i}}\,(i=0,\dots ,n-1)} eine Normalbasis von {\displaystyle E/F}.

Ist also die Bahn {\displaystyle Gy} eine Normalbasis der Erweiterung {\displaystyle E/F} vom Grade {\displaystyle [E:F]=:n}, so liefert die Koordinatendarstellung {\displaystyle \eta =\sum _{i=0}^{n-1}\eta _{i}\phi ^{i}(y)=\sum _{i=0}^{n-1}\eta _{i}y^{q^{i}}} zu einem {\displaystyle \eta \in E} ein {\displaystyle n}-Tupel {\displaystyle (\eta _{n-1},\eta _{n-2},\dots ,\eta _{1},\eta _{0})} aus {\displaystyle \underbrace {F\times \cdots \times F} _{n{\text{ Mal}}}=:F^{(n)}}. Die Anwendung des Frobenius-Homomorphismus, also die Potenzierung mit {\displaystyle q}, spiegelt sich in zyklischer Vertauschung dieser Koordinaten wider: Zu {\displaystyle \phi (\eta )=\eta ^{q}=\sum _{i=0}^{n-1}\eta _{i}y^{q^{i+1}}} gehören die Koordinaten {\displaystyle (\eta _{n-2},\dots ,\eta _{1},\eta _{0},\eta _{n-1})}, da {\displaystyle \eta _{n-1}^{q^{n}}=\eta _{n-1}} (d. h. {\displaystyle \phi ^{n}=\phi ^{0}\in G}).
Tabellarisch:
{\displaystyle \left\lbrace {\begin{array}{lclclclcl}\phi ^{0}(\eta )&=&\eta ^{1}&=&\sum _{i=0}^{n-1}\eta _{i}y^{q^{i}}&&&\longleftrightarrow &(\eta _{n-1},\eta _{n-2},\eta _{n-3},\eta _{n-4},\dots ,\eta _{1},\eta _{0})\in F^{(n)}\\\phi ^{1}(\eta )&=&\eta ^{q}&=&\sum _{i=0}^{n-1}\eta _{i}y^{q^{i+1}}&&&\longleftrightarrow &(\eta _{n-2},\eta _{n-3},\eta _{n-4},\dots ,\eta _{1},\eta _{0},\eta _{n-1})\in F^{(n)}\\\phi ^{2}(\eta )&=&\eta ^{q^{2}}&=&\sum _{i=0}^{n-1}\eta _{i}y^{q^{i+2}}&&&\longleftrightarrow &(\eta _{n-3},\eta _{n-4},\dots ,\eta _{1},\eta _{0},\eta _{n-1},\eta _{n-2})\in F^{(n)}\\\phi ^{3}(\eta )&=&\eta ^{q^{3}}&=&\sum _{i=0}^{n-1}\eta _{i}y^{q^{i+3}}&&&\longleftrightarrow &(\eta _{n-4},\dots ,\eta _{1},\eta _{0},\eta _{n-1},\eta _{n-2},\eta _{n-3})\in F^{(n)}\\\vdots &\vdots &\vdots &\vdots &\vdots &&&\vdots &\vdots \\\phi ^{j}(\eta )&=&\eta ^{q^{j}}&=&\sum _{i=0}^{n-1}\eta _{i}y^{q^{i+j}}&=&\sum _{i=0}^{n-1}\eta _{i}\phi ^{i+j}(y)&\longleftrightarrow &(\eta _{n-(j+1)},\dots ,\eta _{1},\eta _{0},\eta _{n-1},\eta _{n-2},\dots ,\eta _{n-j})\in F^{(n)}\\\vdots &\vdots &\vdots &\vdots &\vdots &&&\vdots &\vdots \\\phi ^{n}(\eta )&=&\eta ^{q^{n}}&=&\sum _{i=0}^{n-1}\eta _{i}\underbrace {y^{q^{i+n}}} _{=y^{q^{i}}=\phi ^{i}(y)}&=&\eta &\longleftrightarrow &(\eta _{n-1},\eta _{n-2},\eta _{n-3},\eta _{n-4},\dots ,\eta _{1},\eta _{0})\in F^{(n)}\end{array}}\right\rbrace }
Dies ist für {\displaystyle F=\operatorname {GF} (2)=\{0,1\}} von Nutzen für die Kryptographie auf elliptischen Kurven: Die Koordinaten sind dann Null oder Eins.

## Zur Geschichte
Der Satz von der Existenz einer Normalbasis für eine endliche Galoiserweiterung {\displaystyle L/K} wurde zunächst für endliche Grundkörper {\displaystyle K} bewiesen:
- 1850: Gotthold Eisenstein bewies den Fall eines Primkörpers {\displaystyle K=\mathbb {F} _{p}}: Lehrsätze, in: Journal für die reine und angewandte Mathematik, Band 39, 1850, Seiten 180–182.
- 1850: Theodor Schönemann bewies den Fall einer Erweiterung von Primzahlgrad: Über einige von Herrn Dr. Eisenstein aufgestellte Lehrsätze, in: Journal für die reine und angewandte Mathematik, Band 40, 1850, Seiten 185–187.
- 1888: Kurt Hensel bewies den Fall eines endlichen Grundkörpers {\displaystyle K} im Allgemeinen: Über die Darstellung der Zahlen eines Gattungsbereiches für einen beliebigen Primdivisor, in: Journal für die reine und angewandte Mathematik, Band 103, 1888, Seiten 230–273.

Später wurde der Satz auch für unendliche Grundkörper {\displaystyle K} nachgewiesen:
- 1932: Emmy Noether zeigt den Satz für gewisse unendliche Grundkörper {\displaystyle K}: Normalbasis bei Körpern ohne höhere Verzweigung, in: Journal für die reine und angewandte Mathematik, Band 103, 1888, Seiten 230–273.
- 1932: Max Deuring verallgemeinert auf beliebige unendliche Grundkörper: Galoissche Theorie und Darstellungstheorie, in: Mathematische Annalen, Band 107, 1932, Seiten 140–144. Er benutzt dabei das Argument von Deuring-Noether, mit welchem der endliche und unendliche Fall zugleich begründet werden. Hierzu siehe auch Charles W. Curtis und Irving Reiner: Representation Theory of Finite Groups and Associative Algebras, AMS, 1962, 689 p. (ISBN 978-0-8218-4066-5), Seite 200.
- 1948: Emil Artin gibt für den unendlichen Fall ein auf der Determinantentheorie beruhendes Argument und für den endlichen Fall ein gänzlich anderes Argument: Linear Mappings and the Existence of a Normal Basis, in: Volume für Richard Courant's 60th birthday, Interscience Publications, 1948, Seiten 1–5. Dieser Darstellung folgen die meisten Lehrbücher.
- 1975: T. R. Berger und Irving Reiner geben, inspiriert von Max Deurings Artikel, die oben angegebene Zurückführung auf den Satz von Krull-Remak-Schmidt: A Proof of the Normal Basis Theorem, in: American Mathematical Monthly, vol. 82, no 9, November 1975, Seiten 915–918. doi:10.1080/00029890.1975.11993977

Nach dem Satz über die Existenz einer Normalbasis nennt man ein Element {\displaystyle y\in L}, dessen Bahn {\displaystyle Gy} über dem Grundkörper {\displaystyle K} den Erweiterungskörper {\displaystyle L} (als Vektorraum über dem Grundkörper) aufspannt (d. h., ein Erzeuger der Normalbasis ist), ein freies Element über {\displaystyle K} oder freies Element für die Erweiterung {\displaystyle L/K}.
In Verallgemeinerung des Satzes über die Existenz einer Normalbasis wurde bewiesen, dass es sogar ein vollständig freies Element {\displaystyle y\in L} gibt, d. h. eines, welches zugleich für alle Zwischenerweiterungen {\displaystyle Z(L/Z/K)} jeweils eine Normalbasis von {\displaystyle L/Z} erzeugt: {\displaystyle L=\bigoplus _{\sigma \in G(L/Z)}Z\cdot \sigma (y)}.
- 1957 zeigte dies Carl Clifton Faith für unendliche Körper, indem er Emil Artins Argumente verallgemeinerte: Extensions of normal bases and completely basic fields, in: Transactions of the American Mathematical Society, vol. 85, 1957, Seiten 406–427.
- 1986 zeigten dies D. Blessenohl und K. Johnsen für endliche Körper: Eine Verschärfung des Satzes von der Normalbasis, in: Journal of Algebra, vol. 103, 1986, Seiten 141–159.
- 1996: Dirk Hachenberger: Completely Free Elements, in: Stephen D. Cohen und Harald Niederreiter: Finite Fields and Applications, Cambridge University Press, coll. London Mathematical Society Lecture Note Series, (no 233), 1996 (ISBN 978-0-521-56736-7), Seiten 97–107.
- 1997: Dirk Hachenberger gibt einen konstruktiven Nachweis der Existenz freier und vollständiger freier Elemente über endlichen Grundkörpern (Galois-Feldern): Finite fields: Normal bases and completely free elements, Kluwer Academic Publishing (1997).

Für Erweiterungen endlicher Grundkörper (Galois-Felder) können sogar stets solche Erzeugenden einer Normalbasis gefunden werden, die Elemente von maximaler Ordnung in der multiplikativen Gruppe {\displaystyle L^{\times }} sind: Diese erzeugen also {\displaystyle L} als {\displaystyle K[G]}-Linksmodul und {\displaystyle L^{\times }} als {\displaystyle \mathbb {Z} }-Modul. Dann (und genau dann) teilt jedes Element der Normalbasis diese Eigenschaft. Solche Erzeugenden werden primitiv genannt.
- 1968: Dies bewies Harold Davenport für endliche Primkörper {\displaystyle K}: Bases for finite fields, J. London Math. Soc, vol 43 (1968), 21-39, MR 227144, doi:10.1112/jlms/s1-43.1.21

- 1987: Für beliebige endliche Körper bewiesen es Hendrik Willem Lenstra Jr. und René J. Schoof: Primitive normal bases for finite fields, Mathematics of Computation, Band 48 (177), Seiten 217–231. doi:10.2307/2007886. JSTOR:2007886. ZbMATH 0615.12023
- Siehe dazu auch: Rudolf Lidl, Harald Niederreiter: Finite fields , Addison-Wesley (1983) Zbl 0554.12010; second edition Cambridge University Press (1996) ISBN 0-521-39231-4 Zbl 0866.11069.

### Ältere Literatur
- David Hilbert: Die Theorie der algebraischen Zahlkörper (auch bekannt als Zahlbericht). 1897. In: Jahresbericht der Deutschen Mathematikervereinigung. Band 4, 1897, S. 175–546 und 7. Die Theorie der algebraischen Zahlkörper. In: Gesammelte Abhandlungen. Band 1: Zahlentheorie. Julius Springer, Berlin 1932 (Volltext [Wikisource]).
- David Hilbert: Ein neuer Beweis des Kroneckerschen Fundamentalsatzes über Abelsche Zahlkörper. 1896 In: Aus den Nachrichten der Gesellschaft der Wissenschaften zu Göttingen. Mathematisch-physikalische Klasse. 1896, S. 29–39 und Gesammelte Abhandlungen. Band 1: Zahlentheorie. Kapitel 6, Julius Springer, Berlin 1932 (Volltext [Wikisource]).
- Emmy Noether: Normalbasis bei Körpern ohne höhere Verzweigung. In: Journal für die reine und angewandte Mathematik, Band 167, 147–152 (1932). 24. August 1931, S. 147–152, abgerufen am 29. Juni 2022 (SUB Göttinger Digitalisierungszentrum).
- Max Deuring: Galoissche Theorie und Darstellungstheorie. In: Mathematische Annalen, Band 107, 140–144 (1933). 17. Dezember 1931, S. 140–144, abgerufen am 29. Juni 2022 (SUB Göttinger Digitalisierungszentrum).
- Andreas Speiser: Die Zerlegungsgruppe. In: Journal für die reine und angewandte Mathematik (vulgo „Crelle-Journal“), Band 149 (1919). 1919, S. 174–188, abgerufen am 10. Januar 2023 (SUB Göttinger Digitalisierungszentrum).

### Weiterführende Literatur
- John William Scott Cassels, G. E. Wall: The Normal Basis Theorem. In: Journal of the London Mathematical Society, Vol s1–25, issue 4, 259–264, October 1950. Abgerufen am 29. Juni 2022.
- Friedrich Kasch: Über den Endomorphismenring eines Vektorraumes und den Satz von der Normalbasis. In: SUB Göttinger Digitalisierungszentrum. 29. Januar 1953, S. 447–463, abgerufen am 29. Juni 2022 (Mathematische Annalen, Band 126, 447–463 (1953)). Kasch betrachtet in diesem Artikel auch Schiefkörpererweiterungen und schlägt so die Brücke zur Algebrentheorie.
- Normal basis theorem. In: Encyclopedia of Mathematics. Abgerufen am 17. Februar 2022 (Artikel von Dieter Jungnickel (Originalartikel) und Richard Pinch (Adaption)).